# L'Île de corail
L'Île de corail (anglais : The Coral Island: A Tale of the Pacific Ocean) est un roman écrit par l'auteur écossais Robert Michael Ballantyne et paru en 1858.
Robinsonnade, l'histoire raconte les aventures de trois garçons seuls survivants d'un naufrage et échoués sur une île de l'océan Pacifique. Il s'agit de l'une des premières œuvres de fiction pour enfants à présenter des héros exclusivement enfants.
Le roman a notamment inspiré des romans comme Sa Majesté des mouches (1954) de William Golding et L'Île au trésor (1882) de Robert Louis Stevenson.